# NBAソーシャルジャスティス賞

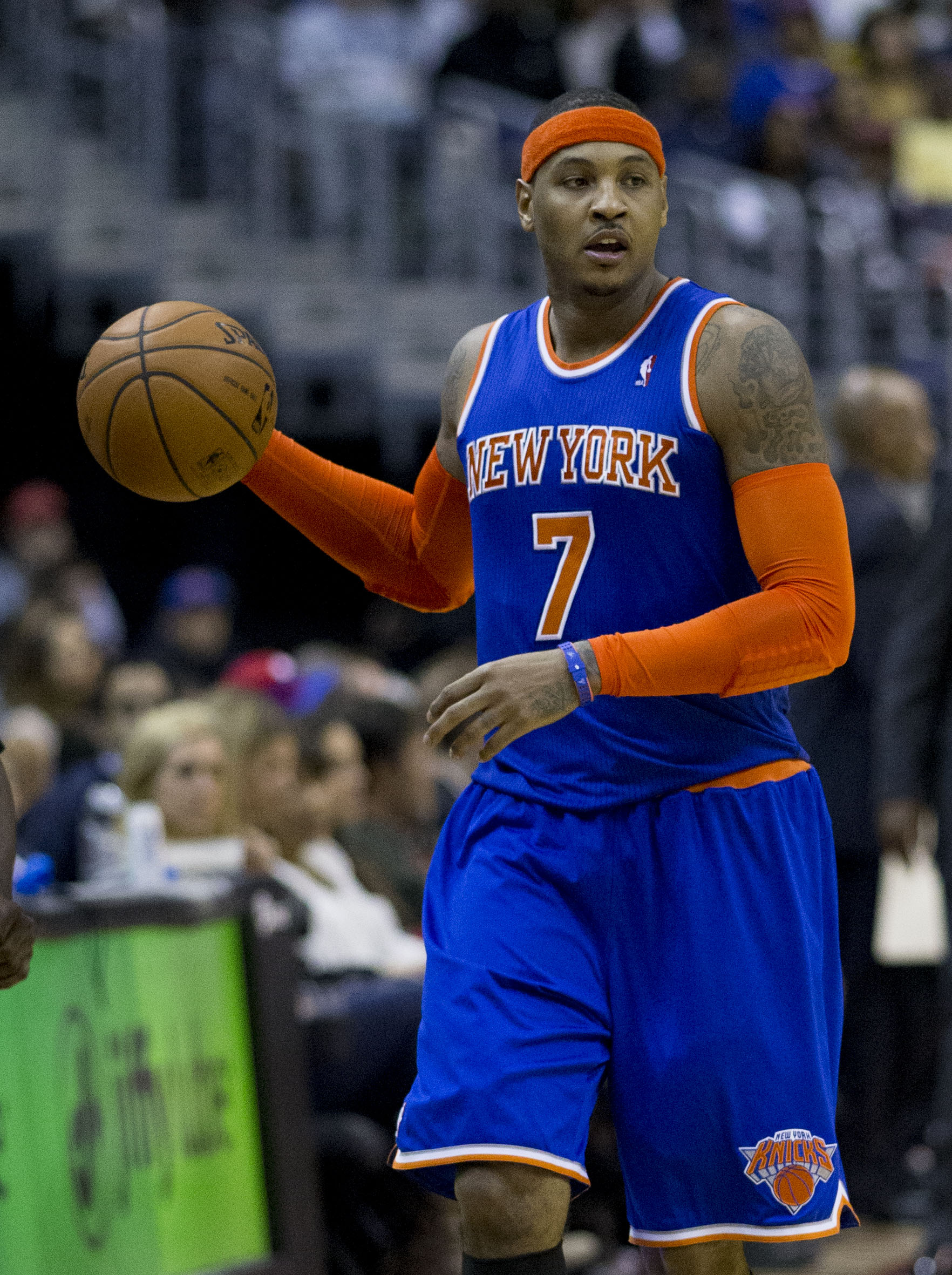
カーメロ・アンソニー(2021年受賞)

カリーム・アブドゥル＝ジャバーソーシャルジャスティス賞（Kareem Abdul-Jabbar Social Justice Champion Award）は社会正義のために貢献している選手に授与される賞。この賞は2021年に創設され、社会正義のために貢献し、6回のNBAチャンピオンであるカリーム・アブドゥル＝ジャバーにちなんで名づけられた。30チームすべてが、各チーム1名ずつカリーム・アブドゥル＝ジャバーソーシャルジャスティス賞を指名する。
その後、ファイナリストと受賞者はNBAレジェンド、社会正義のために貢献したリーダーなどによって構成された委員会によって選出される。他の4人のファイナリストは25,000ドルを寄付する組織を選ぶ。

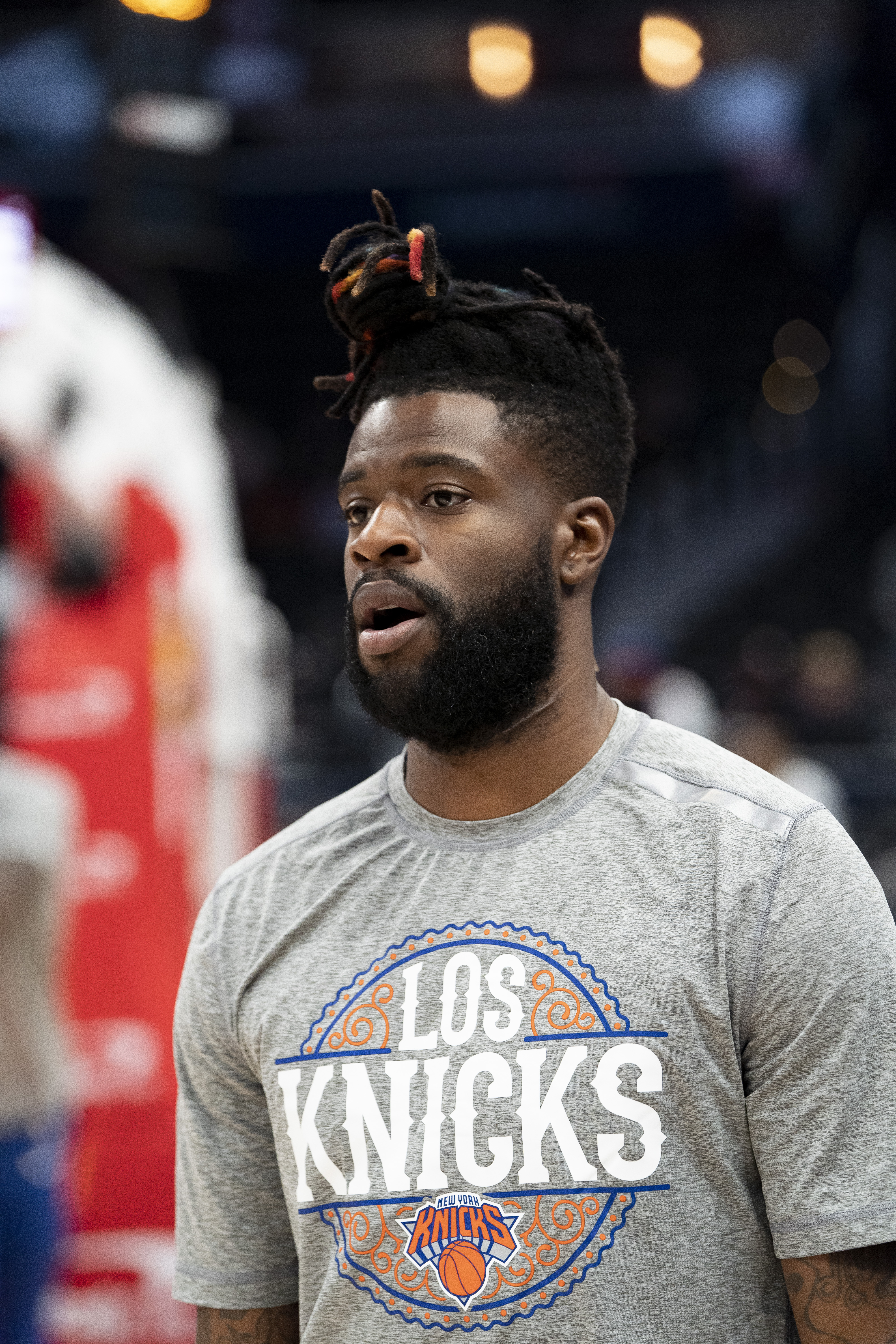
レジー・ブロック(2022年受賞)

2020-21シーズンの後、カーメロ・アンソニーはこの賞の初めての受賞者に選ばれた。

## 受賞者
| シーズン | 選手                         | ポジション | 国             | チーム                             |
| -------- | ---------------------------- | ---------- | -------------- | ---------------------------------- |
| 2020-21  | カーメロ・アンソニー         | SF/PF      | アメリカ合衆国 | ポートランド・トレイルブレイザーズ |
| 2021-22  | レジー・ブロック             | SG/SF      | アメリカ合衆国 | ダラス・マーベリックス             |
| 2022-23  | ステフィン・カリー           | PG         | アメリカ合衆国 | ゴールデンステート・ウォリアーズ   |
| 2023-24  | カール＝アンソニー・タウンズ | C/PF       | アメリカ合衆国 | ミネソタ・ティンバーウルブズ       |